# Hartbeespoort
Hartbeespoort (informeel ook bekend als Harties) is een dorpje gelegen in de gemeente Madibeng in de Zuid-Afrikaanse provincie Noordwest. Het ligt tussen de Magaliesberg en de oevers van het stuwmeer gevormd door de Hartbeespoortdam. De lokale economische activiteit in het gebied bestaat voornamelijk uit landbouw en toerisme.

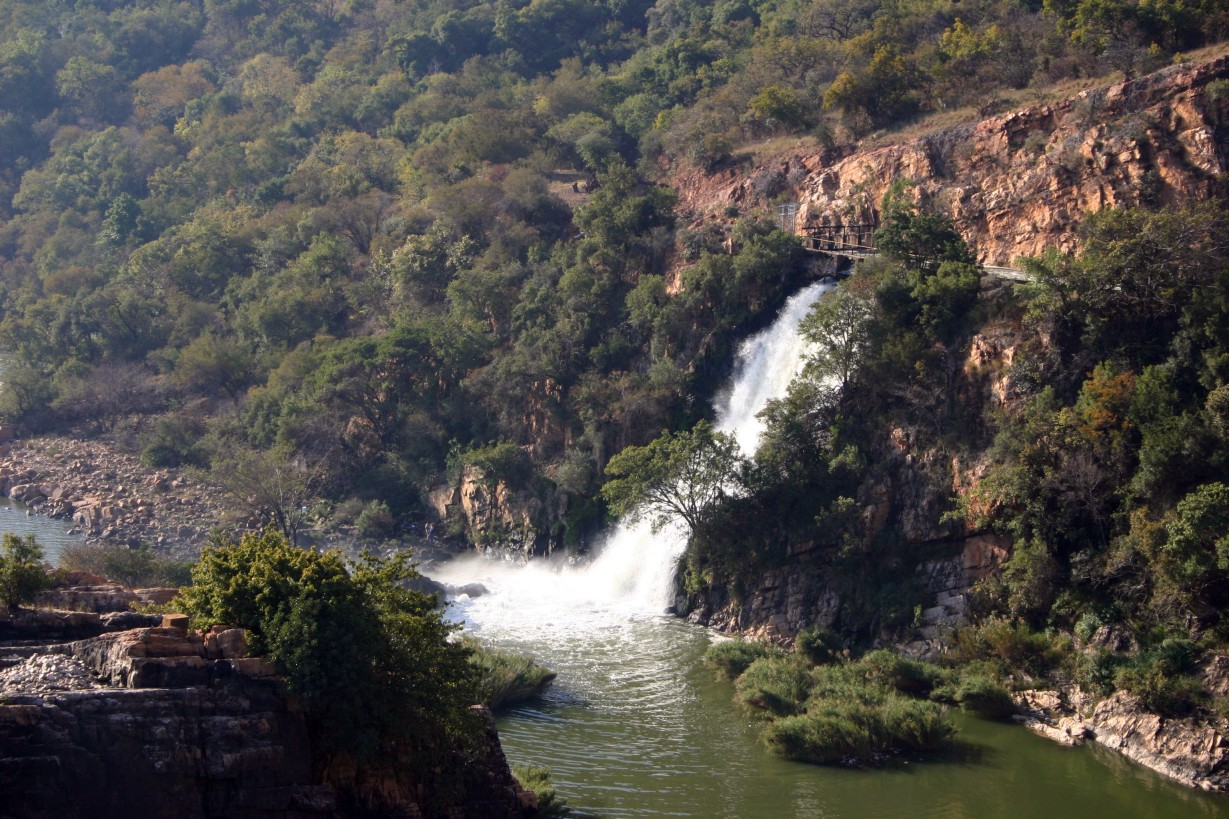
Spuikanaal onder de dam.

## Geschiedenis
De naam van het dorp verwijst naar de hartenbeesten die vroeger door de bergpas (poort) in de omgeving liepen.
Vroeger stond het dorp bekend als Schoemansville, vernoemd naar generaal Hendrik Schoeman, een Boerengeneraal tijdens de Tweede Boerenoorlog. Hij was de eigenaar van de boerderij waarop later de Hartbeespoortdam werd gebouwd. De grootste "subplaats" van de "hoofdplaats" Hartbeespoort heet nog steeds Schoemansville. (zie beneden)
De Hartbeespoortdam ligt in de Krokodilrivier net ten zuiden van het plaatsje Brits. Hier loopt de rivier door een smalle kloof tussen die Silkaatsnek en Kommandonek in de Magaliesberg. De dam werd in 1923 voltooid tegen een kostprijs van £ 2 miljoen. De dam is 59 m hoog en 150 m lang. Het stuwmeer gevormd door de dam heeft een bakmaat van 195.050 miljoen m3. Wanneer het stuwmeer vol is beslaat het meer dan 1.883 hectare.

## Toerisme
Het dorp Hartbeespoort zelf bestaat hoofdzakelijk uit vakantiehuizen gelegen rondom het stuwmeer. Het dorp is populair bij bezoekers uit de nabijgelegen provincie Gauteng. De "Om Die Dam", een ultramarathon van 50 kilometer. wordt hier jaarlijks gehouden gedurende de eerste helft van het jaar.
De belangrijkste toeristenattracties in en om het dorp bestaan uit:
- Hartbeespoortdamwal en -tunnel
- Hartbeespoortdam Slangenpark
- Hartbeespoortdam Aquarium
- Lesedi "Cultural Village"
- Hartbeespoortdam kabelbaan (de langste enkellijn kabelbaan in Afrika)
- Transvaal Seiljagklub
- Pecanwood Golf & Country Club

## Subplaatsen
Het nationaal instituut voor de statistiek, Stats SA, deelt sinds de volkstelling 2011 deze hoofdplaats in in 20 zogenaamde subplaatsen (sub place), waarvan de belangrijkste zijn:
Hartbeespoort SP • Ifafi • Schoemansville.

## Observatorium
Van 1954 tot 1978 was in Hartbeespoort het Leiden Southern Station van de Sterrewacht Leiden gevestigd
. Daarna is de telescoop verplaatst naar het La Silla-observatorium in Chili.